# Ocean (zespół muzyczny)
OCN, Ocean – polski zespół rockowy założony w kwietniu 2001 we Wrocławiu.
Za album pt. Cztery (2009) byli nominowani do nagrody polskiego przemysłu fonograficznego Fryderyk w kategorii: album roku rock.

## Dyskografia
Albumy
| Tytuł                        | Dane dot. albumu                                                  |
| ---------------------------- | ----------------------------------------------------------------- |
| 12                           | - Data: 2002 - Wydawca: Mokotovo/Grinhed/Warner Music Poland      |
| Depresyjne piosenki o niczym | - Data: 7 czerwca 2004 - Wydawca: Sony Music Entertainment Poland |
| Niecierpliwy dostaje mniej   | - Data: 2 maja 2006 - Wydawca: EMI Music Poland                   |
| Cztery                       | - Data: 2 listopada 2009 - Wydawca: Mystic Production             |
| Wojna świń                   | - Data: 20 czerwca 2011 - Wydawca: Lou & Rocked Boys              |
| Waterfall                    | - Data: 8 sierpnia 2014 - Wydawca: Warner Music Poland            |
| Demon i karzeł               | - Data: 25 września 2015 - Wydawca: Warner Music Poland           |
| Stare Dusze                  | - Data: 17 maja 2024 - Wydawca: Collision                         |

Single
| „Coś, czego jeszcze nie znamy” | 2003 | –  |
| „Niekumacje”                   | 2004 | 27 |
| „Czas by krzyczeć”             | 2009 | –  |
| „Wołam Cię”                    | 2010 | –  |
| „Nie wiem jak, nie wiem gdzie” | 2010 | –  |
| „Na zawsze”                    | 2015 | –  |
| „–” singel nie był notowany.   |      |    |